# Alprosen

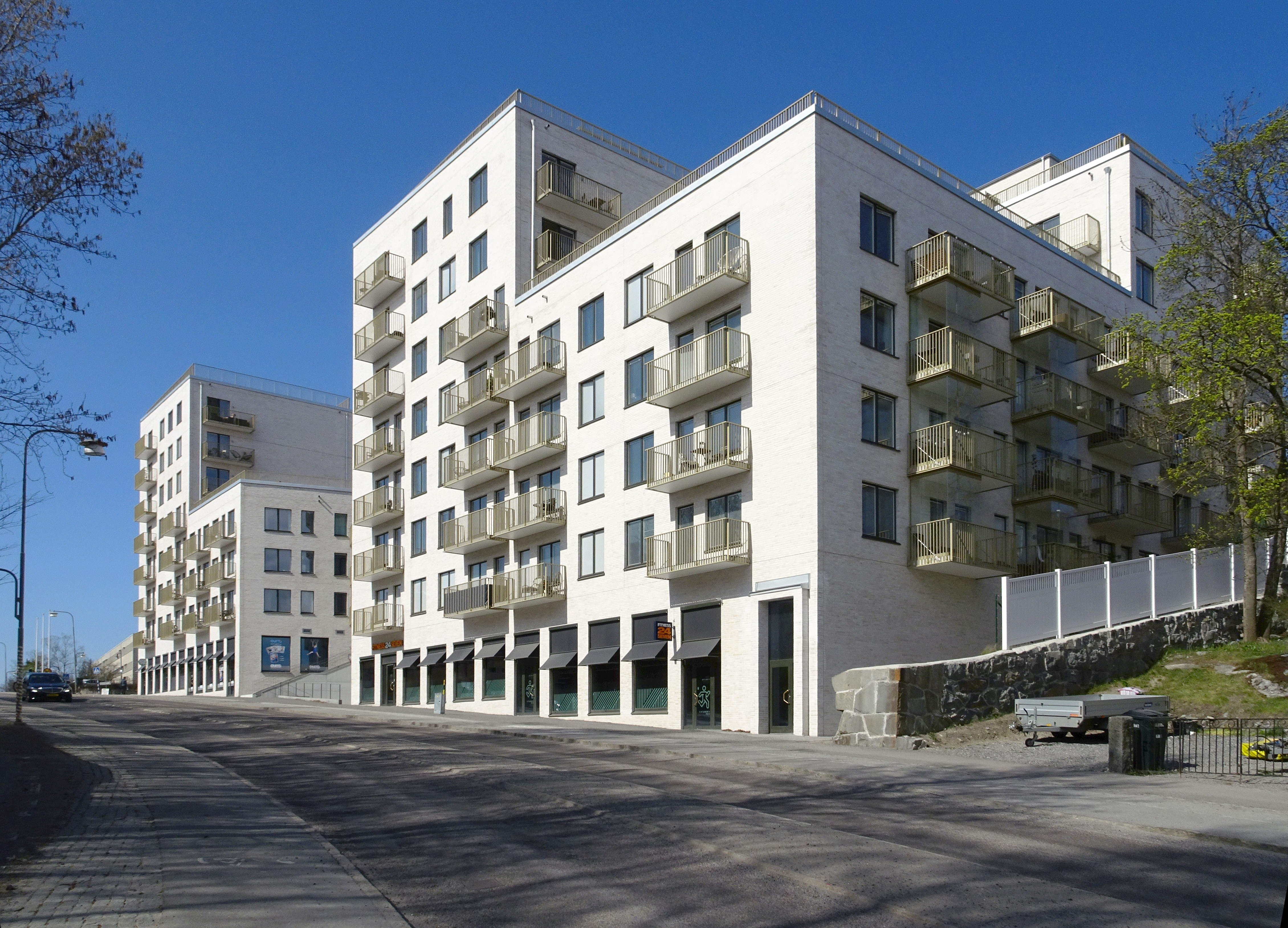
Alprosen, sedd från Bällstavägen, 2019.

Alprosen kallas ett flerbostadshus vid Bällstavägen 28 i stadsdelen Mariehäll i Västerort, Stockholms kommun. Byggnaden färdigställdes 2018 och nominerades till Årets Stockholmsbyggnad 2019.

## Kvarteret och tidigare bebyggelse
Bostadshuset Alprosen har sitt namn efter kvarteret Alphyddan där fastigheten är belägen. På platsen fanns tidigare en byggnad för kontor och lätt industri som uppfördes i början av 1960-talet efter ritningar av arkitekten Karl G.H. Karlsson. Karlsson var på 1960-talet en ofta anlitad industriarkitekt och är representerad med flera byggnader på Västberga industriområde. Huset vid Bällstavägen var representativ för sin tids industriarkitektur och hade bland annat använts som verksamhetslokaler för fotoprodukter, kontor och laboratorium för läkemedelsföretag. Stadsmuseet i Stockholm grönmärkte bebyggelsen vilket innebär att den bedömts vara särskilt värdefull från historisk, kulturhistorisk, miljömässig eller konstnärlig synpunkt.  En ny detaljplan vann laga kraft i november 2015 som medgav ny användning för bostadsändamål och lokaler för centrumändamål i bottenvåningen. Därefter revs byggnaden.

## Byggnadsbeskrivning
Byggherre för Alprosen var Storstaden Stockholm Bostad AB som anlitade VERA Arkitekter att formge det nya bostadshuset. Bebyggelsen består av flera volymer som i olika höjd grupperar sig kring en innergård. Mot Bällstavägen placerades två byggnadskroppar bestående av en högdel om åtta våningar med en lägre flygel om fem våningar samt en vinkel inåt gården. Däremellan finns ett mellanrum med låg bebyggelse i en våning och en trappa som leder till gården. Fasadmaterialet är vitt tegel med en svag beige färgton. På taket av de lägre byggnadskropparna anordnades privata och gemensamma takterrasser. I komplexet rums 109 bostadsrättslägenheter med storlekar från 1 r.o.k. till 5 r.o.k. (motsvarande 20-120 m²).

## Nominering till Årets Stockholmsbyggnad 2019
Flerbostadshuset Alprosen nominerades tillsammans med nio andra finalister till Årets Stockholmsbyggnad 2019. Juryns kommentar lyder:
| ” | Med enkla grepp och få material skapas en komposition som fungerar från alla håll. Det är genomarbetat med en enkelhet och väl utfört murverk. Byggnaden hanterar den svåra platsen på ett utmärkt sätt – och ett tydligt anslag gör att den kommer stå sig länge. | „ |

Flerbostadshuset Alprosen
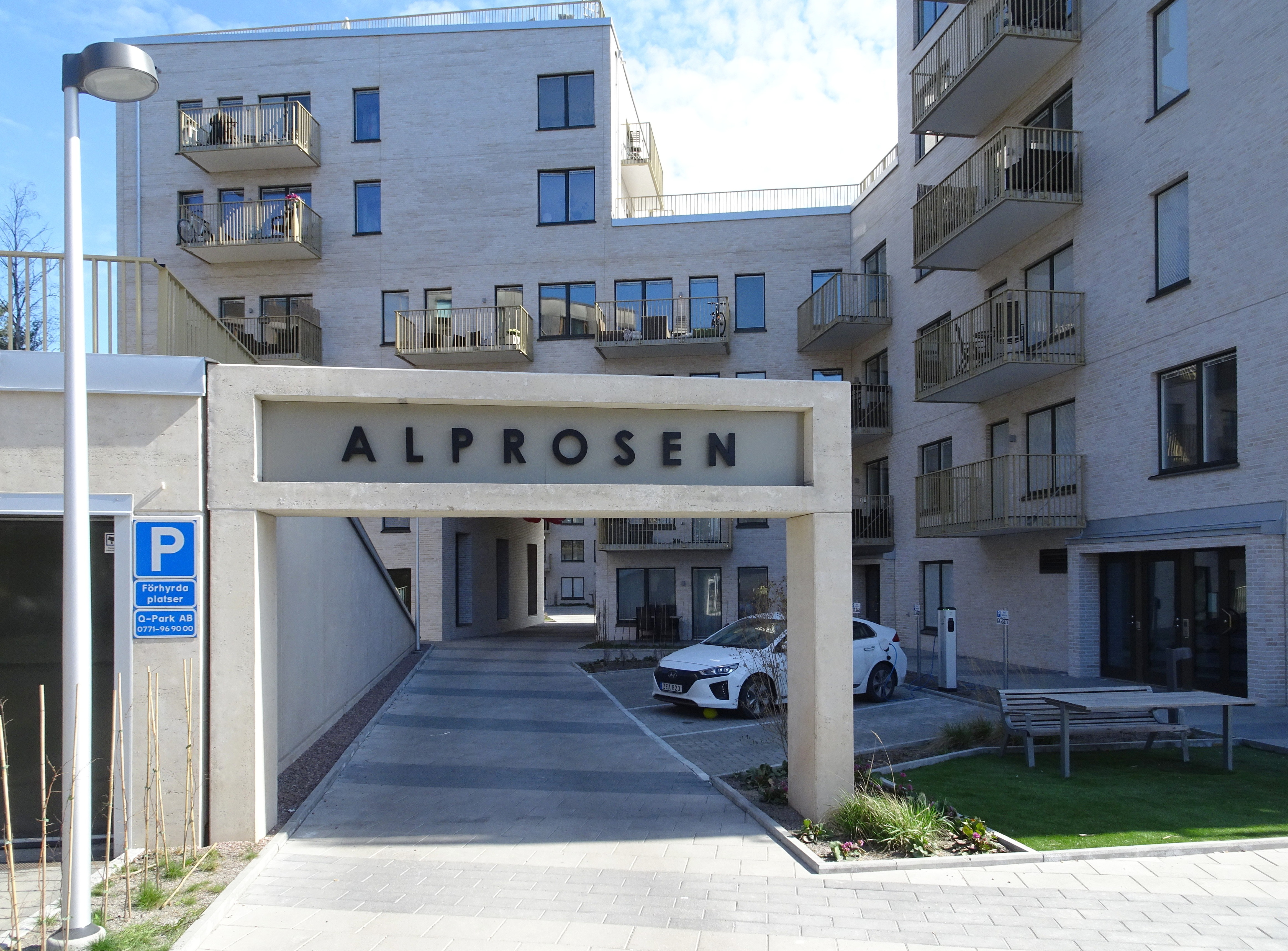
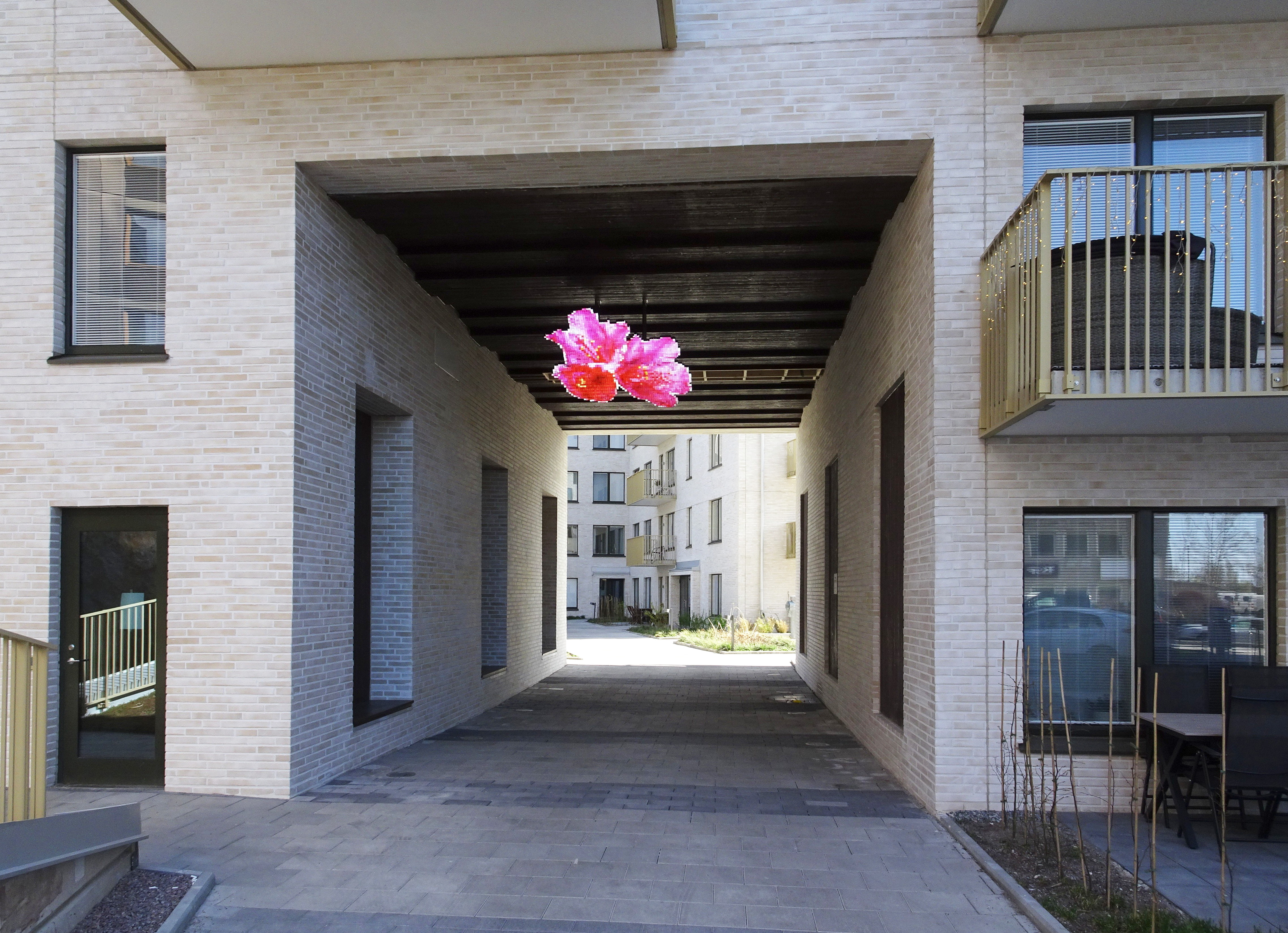
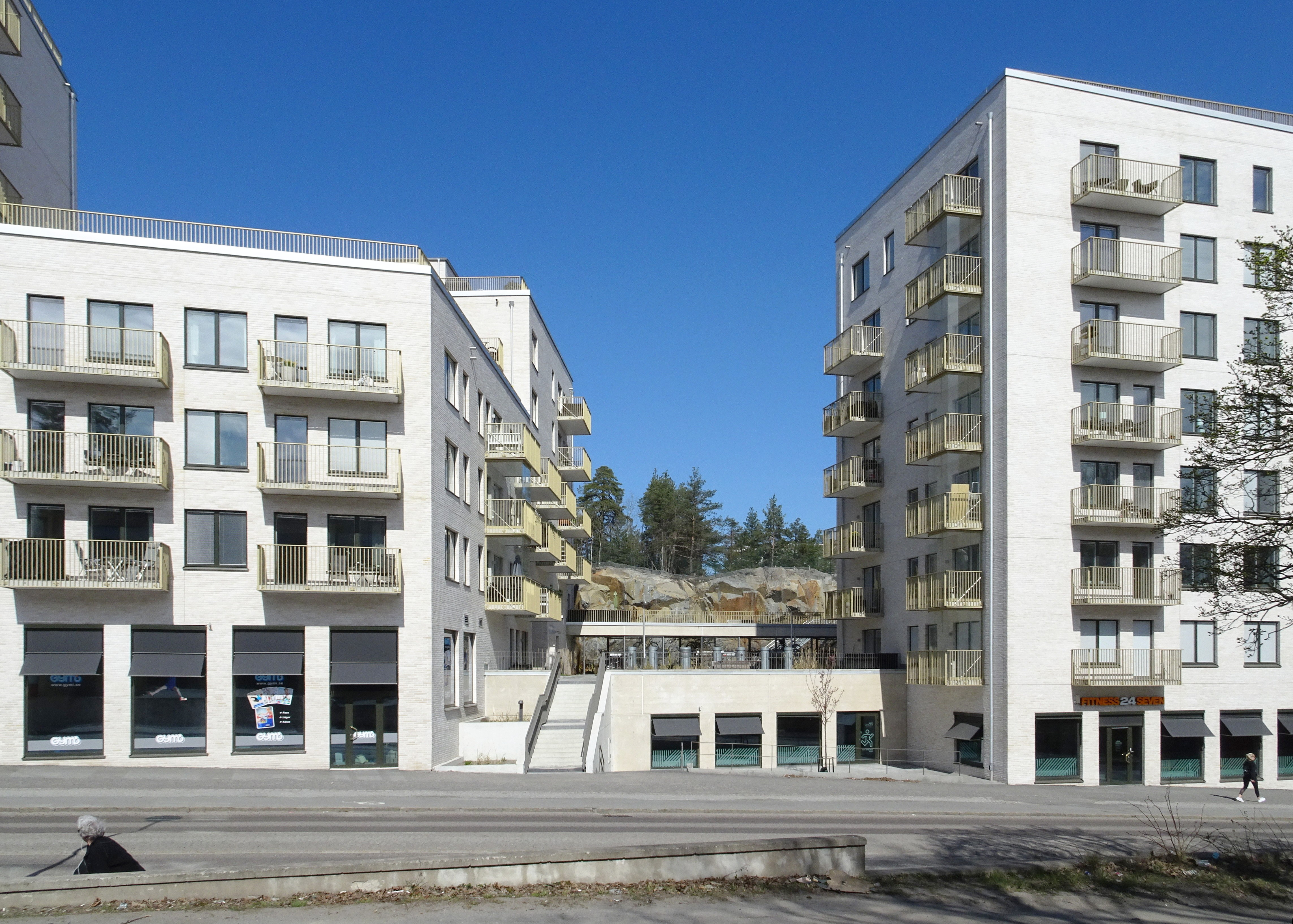
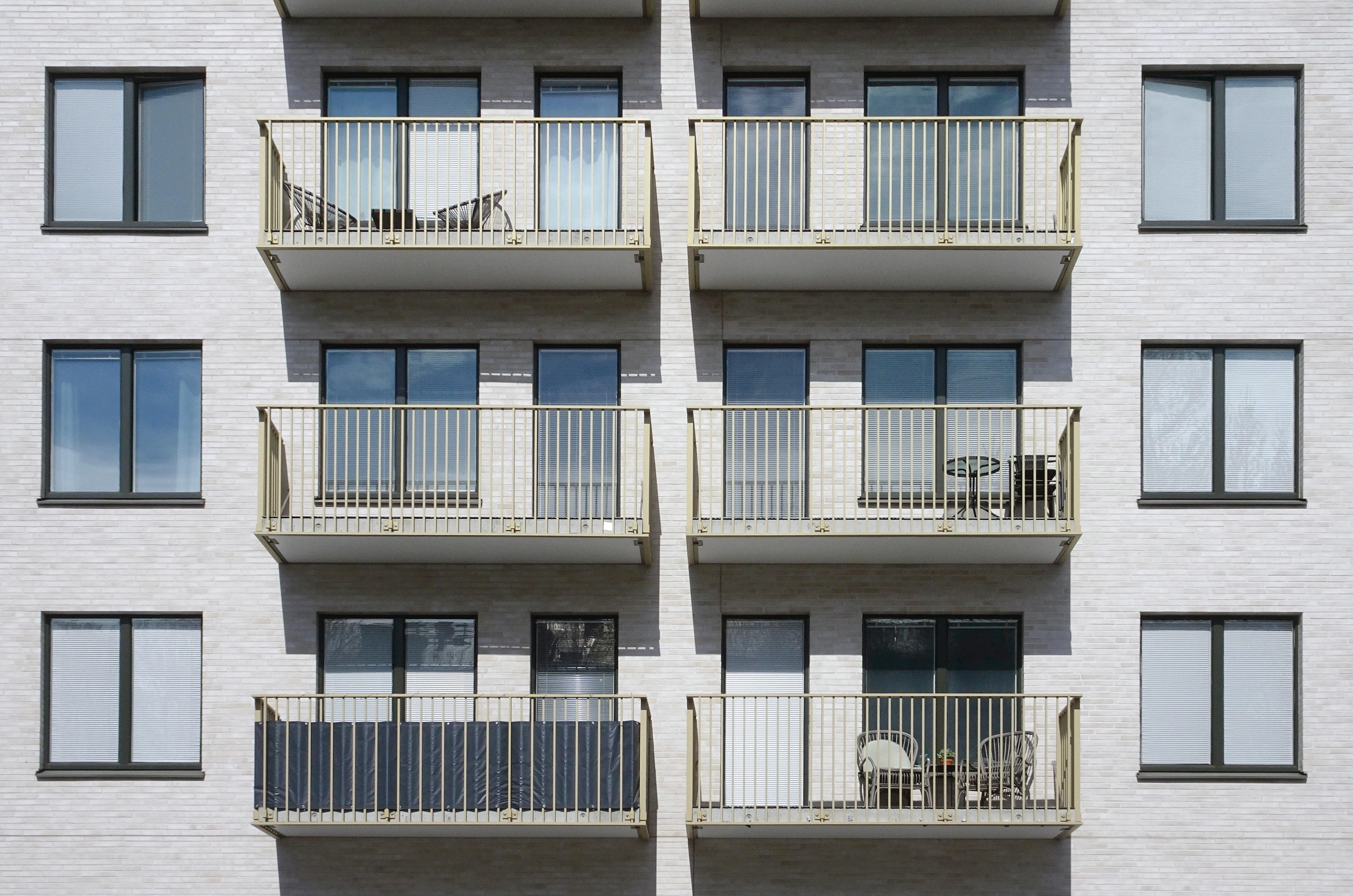
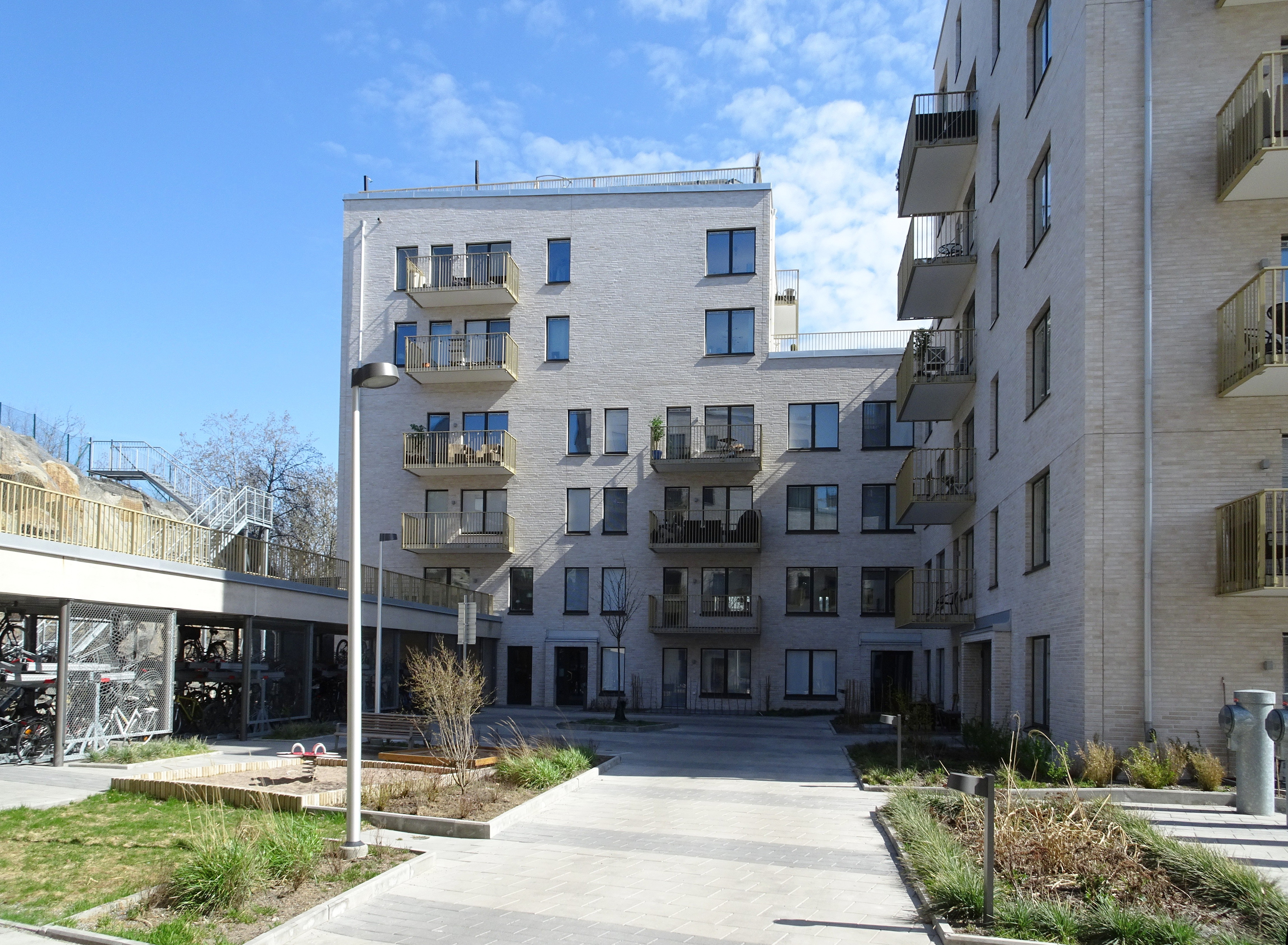